# Copicucullia adopitna
Copicucullia adopitna är en fjärilsart som beskrevs av Barnes och Benjamin 1927. Copicucullia adopitna ingår i släktet Copicucullia och familjen nattflyn. Inga underarter finns listade i Catalogue of Life.